# 片瀬漁港

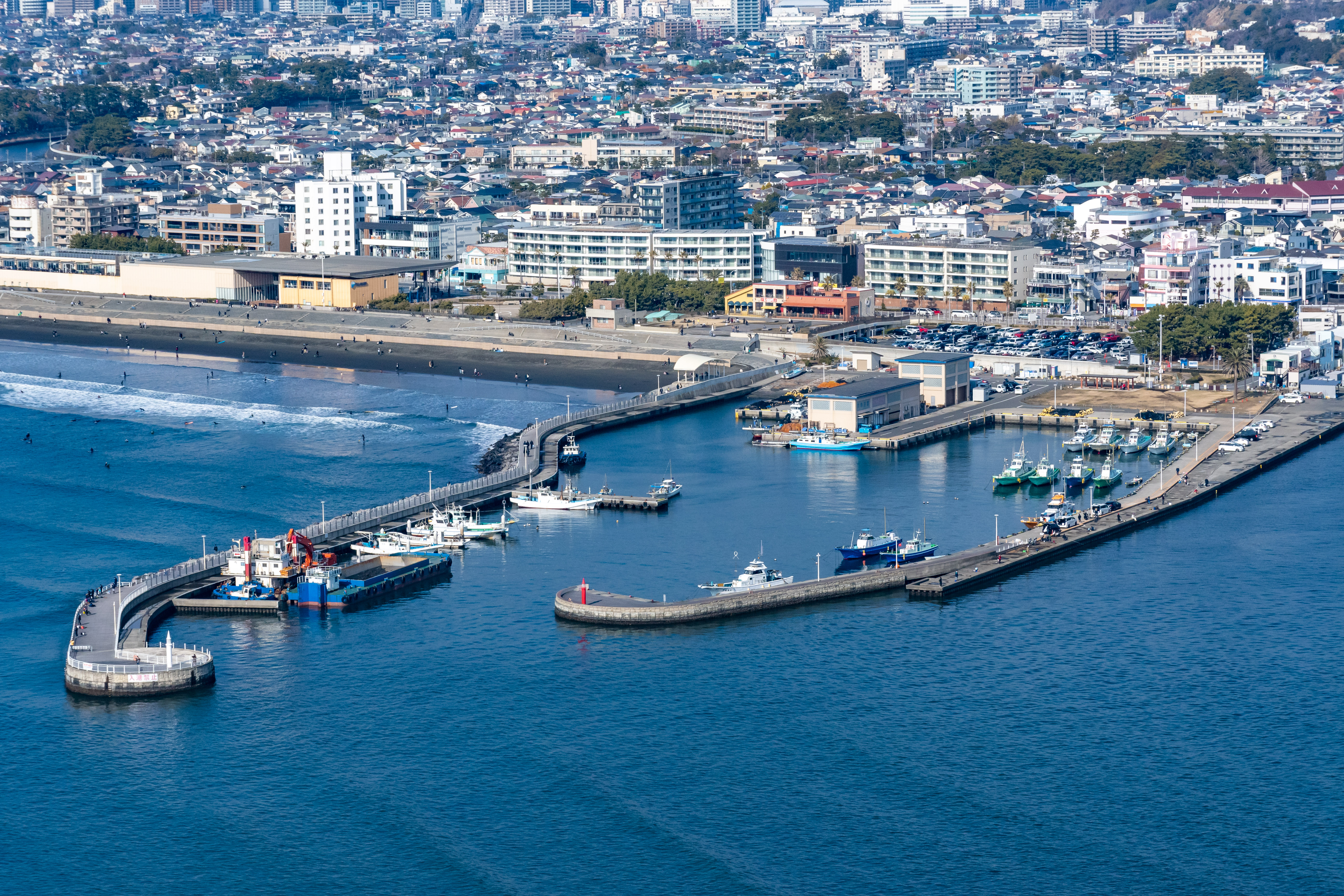
片瀬漁港

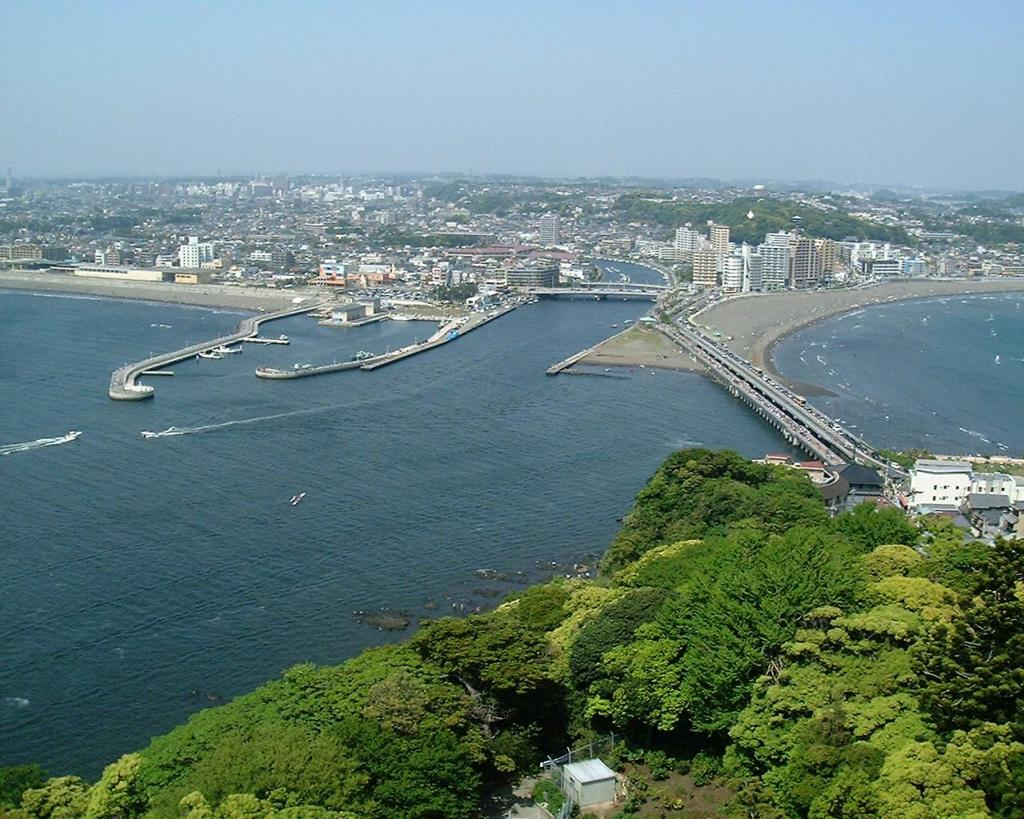
江の島展望灯台から眼下に西浜（向かって左）、片瀬漁港、境川河口（中央）、江ノ島弁天橋、東浜（右）が見える、2009年5月2日撮影）

片瀬漁港（かたせぎょこう）は、神奈川県藤沢市にある第1種漁港である。境川河口に隣接する。

## 概要
- 管理者 - 藤沢市
- 漁業協同組合 - 江ノ島片瀬、藤沢
- 組合員数 - 117名（2001年（平成13年）12月）
- 漁港番号 - 2110110

## 沿革
- 1951年（昭和26年）10月17日 - 第1種漁港に指定[1]
- 1960年（昭和35年）9月15日 - 漁港区域を変更する[2]。
- 1994年（平成6年）2月21日 - 漁港区域を変更する[3]。

## 主な魚種
- シラス
- アジ類
- サバ
- ワカメ

## 主な漁業

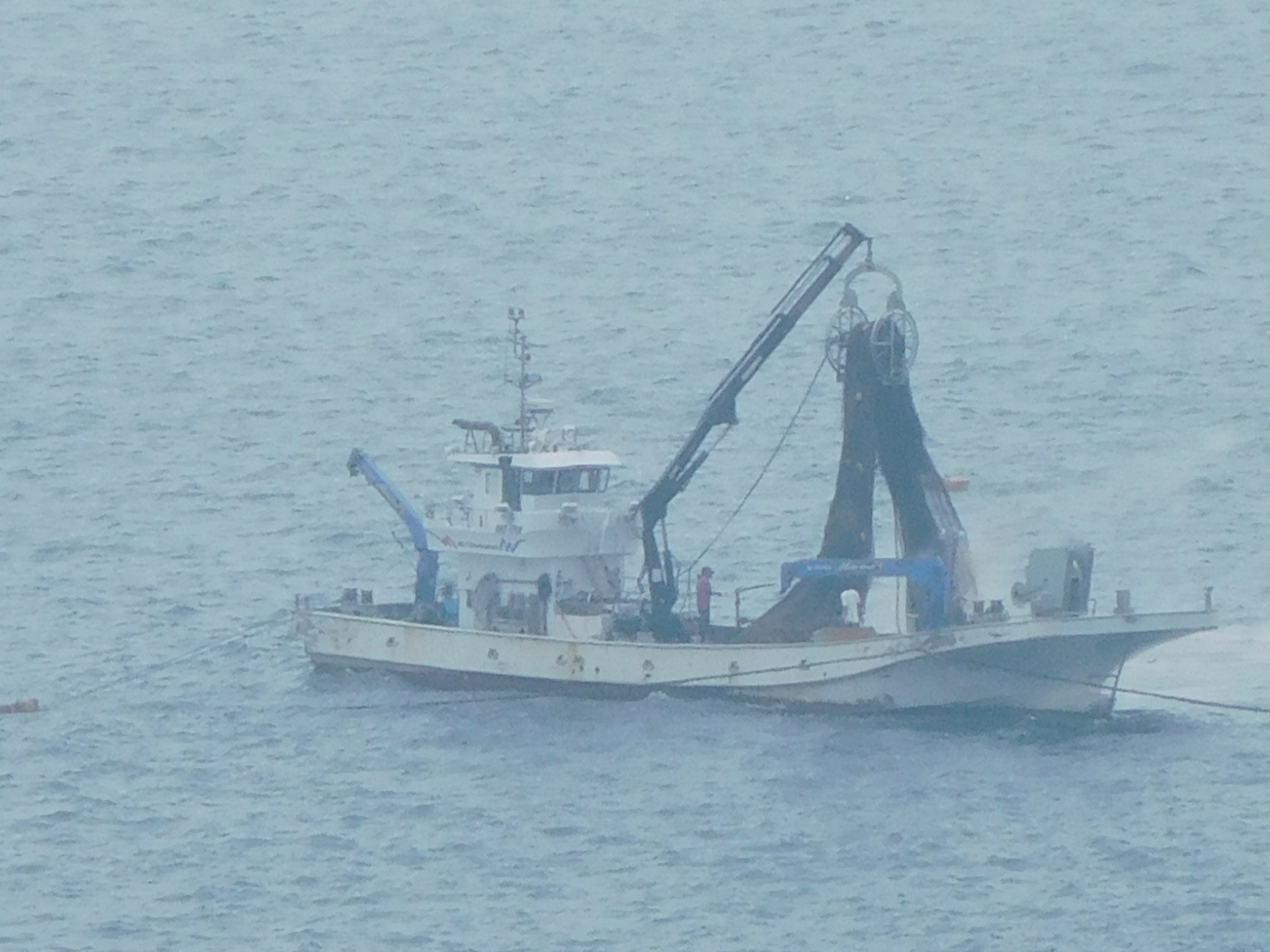
江の島沖で操業中の定置網漁船

- 大型定置網漁業
- 引き網漁業（引き寄せ網）
- 刺し網漁業
- 海面養殖業（藻類）
- 引き網漁業（地引き網）

## アクセス
- 小田急江ノ島線 - 「片瀬江ノ島駅」
- 江ノ島電鉄 - 「江ノ島駅」
- 湘南モノレール江の島線 - 「湘南江の島駅」